# Zach Apple
Pour les articles homonymes, voir Apple (homonymie).
Zach Apple est un nageur américain né le 23 avril 1997 à Trenton, dans l'Ohio. Il a remporté la médaille d'or des relais 4 × 100 m nage libre masculin et 4 × 100 m 4 nages masculin aux Jeux olympiques d'été de 2020 à Tokyo. Il participe à l'International Swimming League au sein du DC Trident.

## Palmarès

### Championnats du monde

#### Grand bassin
- Championnats du monde 2017 à Budapest :
  -  Médaille d'or du relais 4 × 100 m nage libre (participe uniquement aux séries)
- Championnats du monde 2019 à Gwangju :
  -  Médaille d'or du relais 4 × 100 m nage libre
  -  Médaille d'or du relais 4 × 100 m nage libre mixte
  -  Médaille d'argent du relais 4 × 100 m quatre nages (participe uniquement aux séries)
  -  Médaille de bronze du relais 4 × 200 m nage libre